# Reichsamt für deutsche Einwanderung, Rückwanderung und Auswanderung

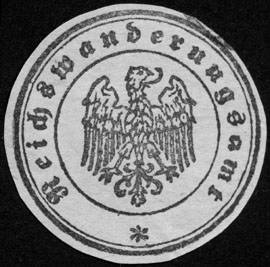
Siegelmarke Reichswanderungsamt

Das Reichsamt für deutsche Einwanderung, Rückwanderung und Auswanderung (Reichswanderungsamt) war eine Behörde des Reichsinnenministeriums zur Zeit der Weimarer Republik.
Es existierte vom 7. Mai 1919 bis 1. April 1924. Von 1897 bis 1924 war für Auswanderer aus dem Deutschen Reich eine Beratung vorgeschrieben, diese erfolgte in den Zweigstellen des Reichswanderungsamtes, so widmete es sich der Migrationslenkung. Ein ausgebautes Zweigstellennetz führte die bis 1924 verpflichtende Auswanderungsberatung durch. Dabei war es das Ziel, die Abwanderung qualifizierter Arbeitskräfte zu verhindern. Die dann noch Auswanderungswilligen wurden soweit möglich in geschlossene deutsche Ansiedlungen vorzugsweise in Südamerika gelenkt, womit man damit das „Deutschtum“ im Ausland und den Export deutscher Waren stärken wollte.